# Charon-Verlag

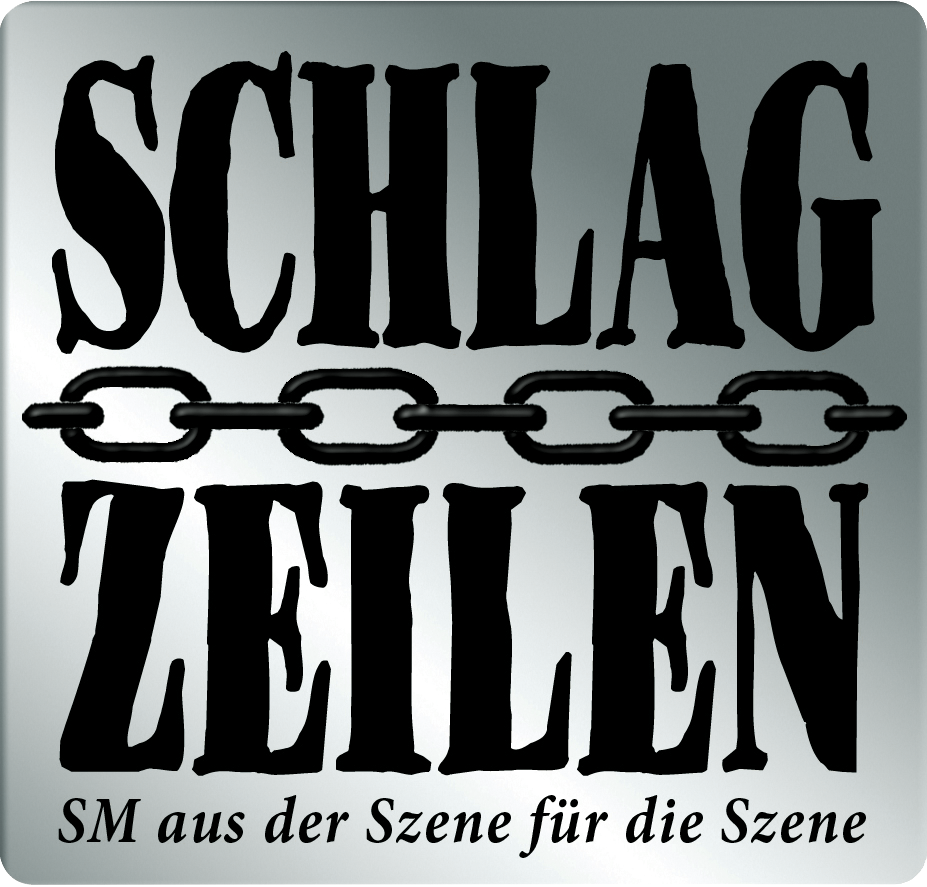
Logo des Charon-Verlags und der Schlagzeilen

Der Charon-Verlag Grimme KG ist ein 1991 in Hamburg gegründeter Fachverlag, der sich auf Literatur und Zeitschriften aus dem Bereich BDSM spezialisiert hat. Eine seiner Publikationen ist die Zeitschrift Schlagzeilen. Er wurde als GbR gegründet und 1995 in eine KG umgewandelt. Heute ist er der größte Verlag im BDSM-Bereich.

## Publikationen
Schwerpunkt sind Fachliteratur und Ratgeber zu Themen wie Bondage, Maledom und Femdom, sowie Romane und Sammlungen von Kurzerzählungen.
Neben der Reihe „Böse Geschichten und schmutzige Fotos“ vertreibt der Verlag eine weitere Reihe unter der Bezeichnung „Black Label“, deren Bände in einer Gesamtauflage von über 150.000 Exemplaren erschienen sind.
Die bekanntesten Einzelwerke des Verlags sind „Das SM-Handbuch“ (Auflage über 75.000 Stück) und „Das Bondage-Handbuch“ (Auflage über 70.000 Stück). Autor beider Handbücher sowie des „Japan Bondage Handbuches“ ist der Verlagsmitinhaber Matthias T. J. Grimme. Die beiden Ergänzungsbände „Das SM-Handbuch Spezial 1“ und „Das Session-Kochbuch – SM-Handbuch Spezial 2“ (zusammen mit Andrea Grimme) wurden ebenfalls von ihm herausgegeben.

### Schlagzeilen
Die Schlagzeilen sind das bekannteste regelmäßig erscheinende deutsche BDSM-Magazin. Es entstand 1988 als Vereinsmagazin der ersten offenen SM-Gruppe Deutschlands, SM-Syndikat Hamburg. Die zweimonatlich erscheinenden Ausgaben enthalten neben Geschichten und Bildern Nachrichten aus der Szene, Buchvorstellungen, Schwerpunkt-Themen, Kolumnen und eine Künstlervorstellung sowie Kontaktanzeigen. Eine Liste der deutschsprachigen BDSM-Stammtische, Bondage-Treffs und ein Terminkalender mit Veranstaltungshinweisen runden das Heft ab.